# Elezioni federali in Canada del 1949
Le elezioni federali in Canada del 1949 si tennero il 27 giugno per il rinnovo della Camera dei comuni.

## Risultati
| Liste                                        | Voti      | %     | Seggi |
| -------------------------------------------- | --------- | ----- | ----- |
| Partito Liberale del Canada                  | 2 874 813 | 49,15 | 191   |
| Partito Conservatore Progressista del Canada | 1 734 261 | 29,65 | 41    |
| Federazione del Commonwealth Cooperativo     | 784 770   | 13,42 | 13    |
| Partito del Credito Sociale del Canada       | 135 217   | 2,31  | 10    |
| Unione degli Elettori                        | 86 087    | 1,47  | –     |
| Partito Laburista Progressista               | 32 623    | 0,56  | –     |
| Partito Liberal-Laburista                    | 11 730    | 0,20  | 1     |
| Partito Liberal-Progressista                 | 9 192     | 0,16  | 1     |
| Altri                                        | 180 458   | 3,09  | 5     |
| Totale                                       | 5 849 151 | 100   | 262   |